# Asociación Española de Mujeres de la Energía
La Asociación Española de Mujeres de la Energía (AEMENER) es una asociación sin ánimo de lucro constituida en 2018 por mujeres del sector energético en España para impulsar la presencia de mujeres en el sector energético.

## Trayectoria
La AEMENER fue creada en 2018 para conseguir la igualdad de género y el empoderamiento de las mujeres y niñas en el sector de la energía a través de iniciativas que cumplan con el Objetivo de Desarrollo Sostenible 5 de la ONU, fomentando las vocaciones femeninas en las carreras CTIM y facilitando la incorporación de la mujer a las empresas del sector.
La presentación de AEMENER se produjo el 15 de noviembre de 2018 en un acto celebrado en la sede del Club Español de la Energía con presencia de la Ministra para la Transición Ecológica y Reto Demográfico, Teresa Ribera.  El grupo fundador de AEMER estaba compuesto por más de 40 mujeres mujeres pertenecientes al sector de la energía en España, entre las que se encontraban Marta Camacho, Sonsoles Fernández Ludeña, Ana Gálvez, María José Herrero o Carmen Becerril, entre otras.
En 2019, AEMENER puso en marcha varios proyectos de mentoría con instituciones como la Real Academia de Ingeniería de España o EDP, para impulsar la carrera profesional de las estudiantes y profesionales del sector energético.  Posteriormente, firmaron acuerdos de colaboración con instituciones como el Basque Centre for Climate Change, la Fundación Naturgy o ENGIE, entre otros, con el mismo objetivo. En 2021, la asociación, junto a la Universidad Politécnica de Madrid, celebró la primera Feria AEMENER para divulgar sobre disciplinas CTIM entre alumnos de 3º y 4º de la ESO y bachillerato, sobre todo con foco en despertar la vocaciones de las adolescentes.
Carmen Becerril fue la primera presidenta de la asociación, asumiendo posteriormente el cargo Blanca Losada Martín. Becerril se convirtió entonces en Presidenta de honor de AEMENER.

## Reconocimientos
En octubre de 2019, la AEMENER fue reconocida con el Premio a la Innovación y a la Institución que otorga la Asociación Empresarial para el Desarrollo e Impulso de la Movilidad Eléctrica (AEDIVE) por su labor en la divulgación sobre el sector energético y fomento del consumo eficiente y el uso de las tecnologías sostenibles, con foco en la educación de las nuevas generaciones y el rol de la mujer en la toma de decisiones.